# Evangelina García Prince
Evangelina García Prince (La Guaira, 30 de septiembre de 1934-3 de junio de 2019) fue una socióloga, antropóloga y activista feminista venezolana, con una larga carrera docente y de investigación universitaria.

## Trayectoria
Fue senadora, ministra de la Mujer, directiva de la Comisión Presidencial para la Reforma del Estado (COPRE) fundadora, asesora y activista de varias ONG feministas. Fue Vicepresidenta del Comité de las Naciones Unidas para la Eliminación de la Discriminación contra la Mujer (CEDAW) y coordinó la Red Latinoamericana y de El Caribe de Organismos Gubernamentales de la Mujer.
Fue profesora de la Universidad Central de Venezuela y parte del grupo de especialistas de instituciones nacionales como de otros países latinoamericanos, entre estos Costa Rica, Argentina, México.
Fue Consultora Internacional, para organismos y agencias de cooperación multilaterales y bilaterales, gobiernos, ONG y empresas en su región, en España y África en diferentes materias como Derechos Humanos, Políticas Públicas, Políticas de Igualdad; Gobernabilidad; Análisis de sistemas políticos, Formación de Líderes, entre otros.
La profesora Evangelina García Prince desarrolló numerosas investigaciones y materiales sobre igualdad de género, paridad, equidad y transversalidad de las mismas en las políticas públicas.
Publicó numerosos artículos sobre construcción de agendas legislativas para desarrollo de derechos de las mujeres, políticas de igualdad, equidad de género y mainstreaming.

## Reconocimientos
En noviembre de 2017 recibió la Orden “Universidad Central de Venezuela” por haber contribuido a lo largo de toda su vida profesional al avance y desarrollo de la casa de estudio.